# Programme nucléaire du Venezuela

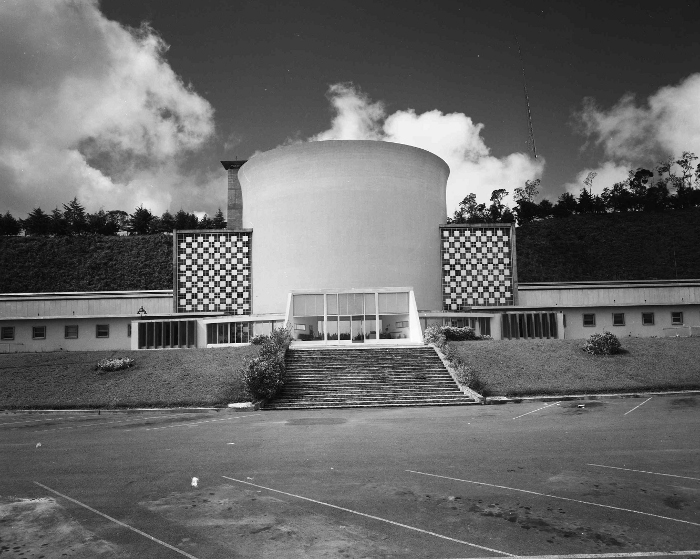
Façade du reactor nucléaire RV-1 à l'Institut vénézuélien de la recherche scientifique (IVIC)

Le programme nucléaire du Venezuela trouve ses origines dans les années 1970. Signataire du traité de Tlatelolco de 1967,  visant à créer une zone exempte d'armes nucléaires en Amérique latine, le Venezuela dispose aujourd'hui d'un réacteur de recherche, RV-1 (en).

## Des années 1970 aux années 1990
L'Institut vénézuélien de la recherche scientifique (IVRS) a mené un programme nucléaire de recherches dans les années 1970, avec l'aide de Washington, qui lui a fourni de l'uranium enrichi afin d'alimenter le réacteur de recherche RV-1, situé à l'IVRS .
Un accord de coopération en matière d'énergie nucléaire à des fins pacifiques a ensuite été signé avec le Brésil le 30 novembre 1983, mais n'est entré en vigueur que le 26 décembre 1991. Un Accord de base en matière de coopération technique avait déjà été signé par le Brésil et le Venezuela le 20 février 1973, et un Mémorandum d'accord conclu par les deux gouvernements le 27 juillet 1979 au sujet de la coopération pour le développement et de l'application de l'énergie nucléaire à des fins pacifiques. L'exécution de l'accord de 1983 était confié, côté vénézuélien, au Conseil national vénézuélien pour le développement de l'industrie nucléaire (CONADIN).

## Des années 1990 à aujourd'hui
Le président Hugo Chávez a demandé en 2005 au président argentin Nestor Kirchner de lui fournir une assistance en matière de nucléaire, afin de développer un réacteur pouvant servir à l'extraction du pétrole lourd. Le président Bush a alors déclaré qu'il ne s'y opposerait pas catégoriquement. Caracas a aussi fait des ouvertures vers Téhéran et Brasilia. Aucun accord ne semble cependant avoir été signé avec ces pays. Fin 2008, Chavez a annoncé, à la suite d'une visite de Poutine, le développement d'un programme de coopération pacifique avec la Russie,. L'accord a été signé en novembre 2008.
Le Venezuela signe le Traité sur l'interdiction des armes nucléaires de l'Organisation des Nations unies de Juillet 2017 dès le 20 septembre 2017.